# 出光美術館

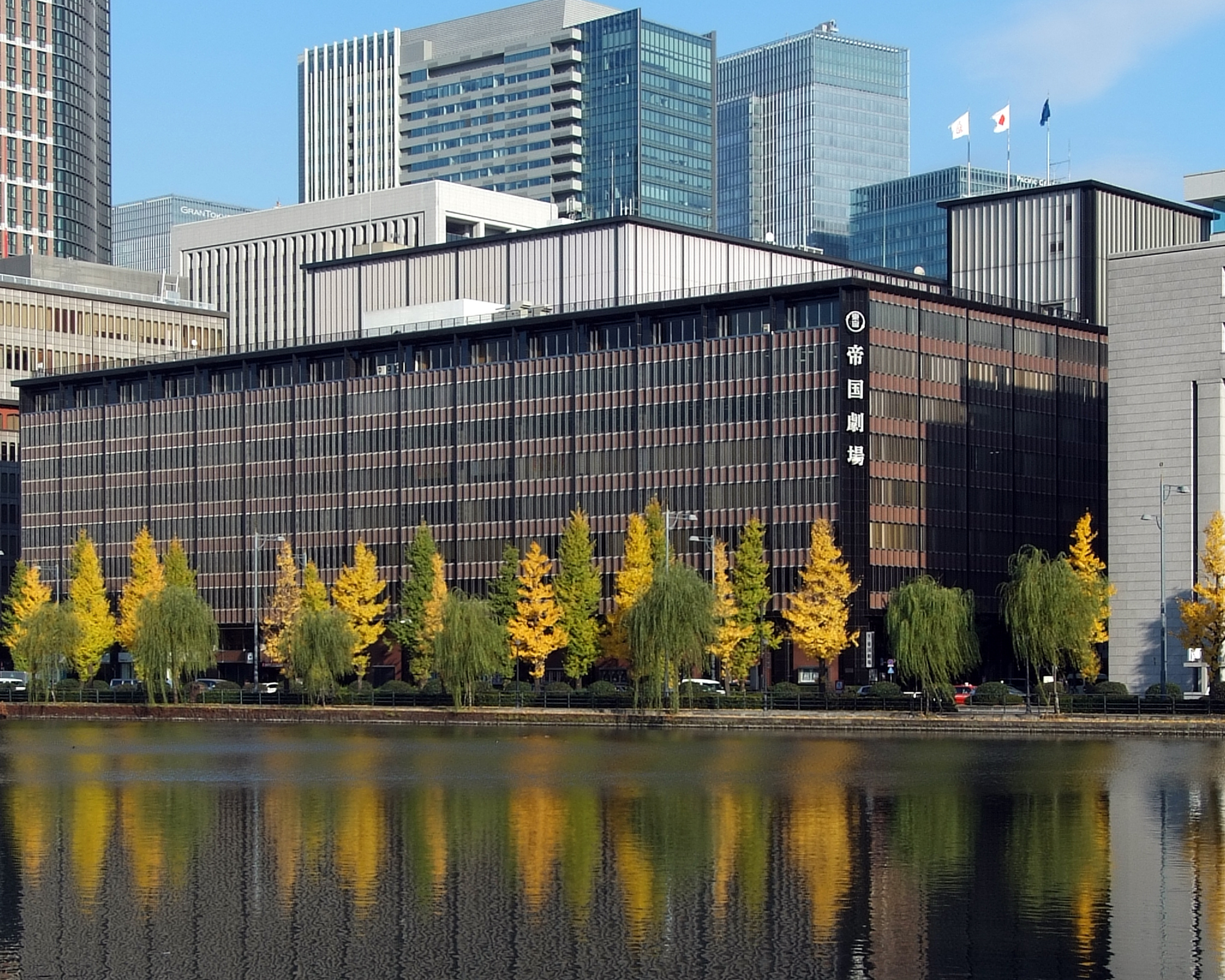
東京出光美術館所在的國際大樓，與帝國劇場同棟

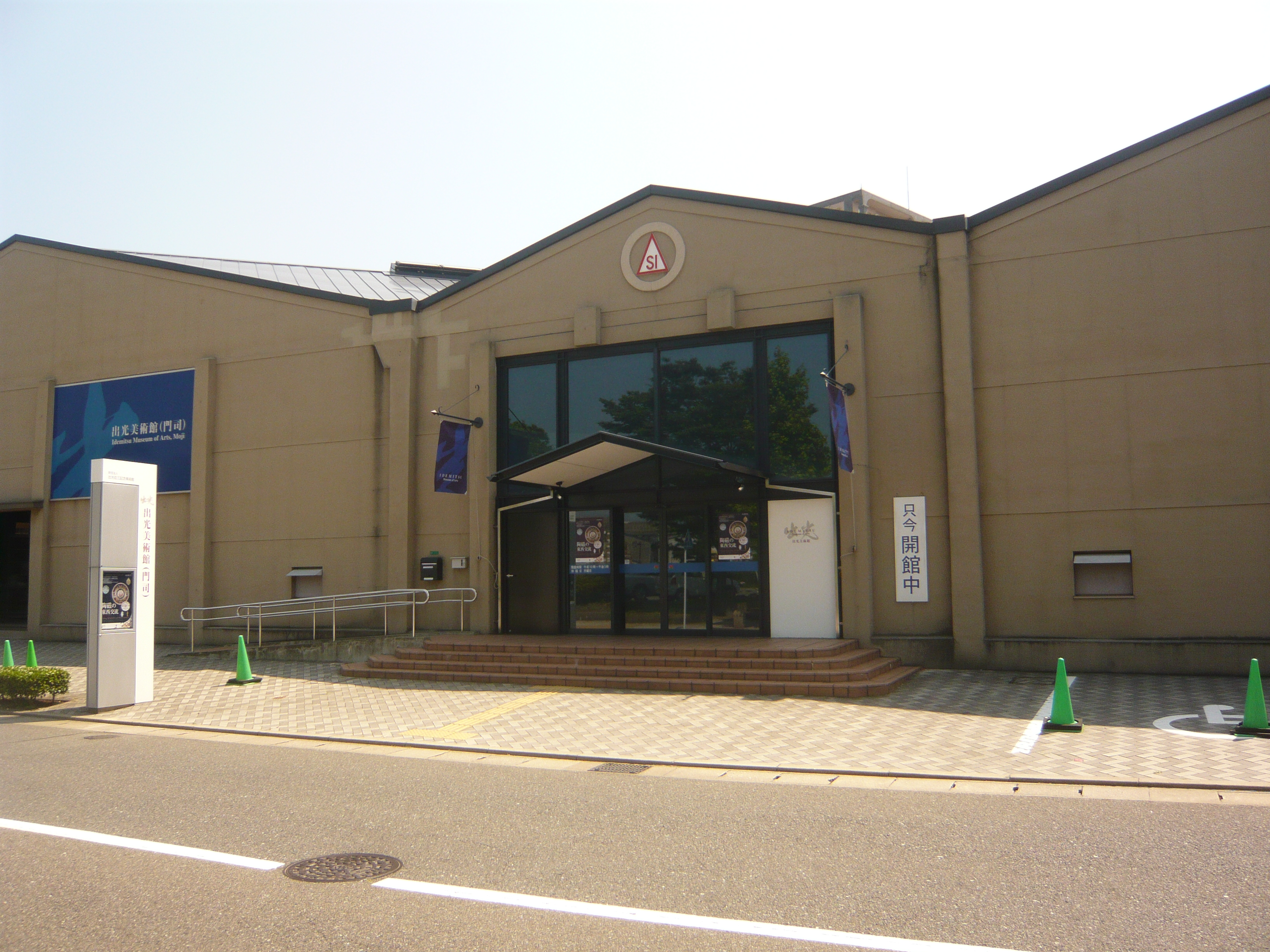
門司的出光美術館

出光美術館（日语：いでみつびじゅつかん）是位於日本東京都千代田區丸之內及福岡縣北九州市門司區門司港懷舊地區的美術館，主要收藏展示東洋古美術藏品。2016年，出光美術館迎來開館50週年。

## 外部連結
- 出光美術館（页面存档备份，存于）（東京・丸の内）
- 出光美術館 門司（页面存档备份，存于）